# Чарлијеви анђели: Тотално загушење
Чарлијеви анђели: Тотално загушење (енгл. Charlie's Angels: Full Throttle) амерички је филм из 2003. године чији је режисер Макџи и писци Џон Огуст и Кормак и Меријен Виберли. Представља наставак филма Чарлијеви анђели и други део филмске серије Чарлијеви анђели, заснованом на истоименој телевизијској серији чији су творци Иван Гоф и Бен Робертс, али служи као самостални наставак.
У ансамблским улогама налазе се Камерон Дијаз, Дру Баримор и Луси Лу које репризирају своје улоге. Такође се појављују Брус Вилис, Деми Мур, Кари Фишер, Шаја Лабаф, Роберт Патрик, Криспин Гловер, Џастин Теру, Мелиса Макарти, Мет Лебланк, Лук Вилсон, Џон Клиз, Родриго Санторо, Берни Мак као Бослијев брат и Џеклин Смит која репризира улогу Кели Герет из оригиналне серије. Џон Форсајт репризирао је своју улогу као Чарлијев глас из серије и претходног филма по последњи пут. Представља његову последњу улогу пре пензионисања и смрти током 2010. године.
Приказивао се у Сједињеним Америчким Државама од 27. јуна 2003. године и био је на првом месту по заради током тог викенда, зарадивши 259 000 000 долара широм света. Трећи наставак, Чарлијеви анђели, са новом генерацијом анђела, изаћи ће 2019. године.

## Радња
Анђели - Натали, Дилан и Алекс су се поново вратили, али овај пут се припремају за ударац без упозорења док одлазе на тајни задатак да дођу до два нестала бенда. Ово нису обични прстенови. Они садрже вредне шифроване информације које откривају нове идентитете сваке особе у Федералном програму заштите сведока. Када сведоци почну да се појављују мртви, само анђели, користећи своју стручност као мајстори прерушавања, шпијунаже и борилачких вјештина, могу зауставити починиоца, мистериозног „палог” анђела. Уз помоћ свог поузданог колеге, Џимија Бослија, авантура анђела почиње у далекој монголској испостави и завршава се тек када Дилан буде присиљена да се суочи са тамном тајном из њене прошлости — тајном која угрожава животе њене две најбоље пријатељице.